# La fièvre des festivals
La fièvre des festivals est une émission de télévision québécoise, de type documentaire d'observation, en 6 épisodes de 45 minutes réalisée par Charles Gervais et diffusée à partir du 20 février 2025 à Télé-Québec .

## Résumé
Cette série explore les coulisses des grands festivals qui ont lieu au Québec. Dans la saison 1, elle suit le Carnaval de Québec, les Francos de Montréal, le Festival western de St-Tite et Le Festif! de Baie-Saint-Paul. Dans cet univers, l'imprévu est une règle plutôt qu'une exception, comme on le découvre en suivant le parcours de personnes clés qui participent au déploiement de ces événements . L'idée originale a été amenée par la productrice déléguée, qui avait déjà travaillé dans le milieu des festivals . Une série de témoignages de directeurs, d'artistes, de régisseurs, d'un vétérinaire et d'autres personnes impliquées révèlent les défis auxquels ils font face et la passion qui les anime. Les six épisodes explorent la mise en place des festivités, dans des conditions parfois difficiles, car les festivals se tiennent à l'extérieur. Le public voit notamment comment les organisateurs se préparent aux conditions météorologiques extrêmes, alors que l'annulation d'un spectacle est le dernier recours envisagé .

## Fiche technique
- Titre de la série : La fièvre des festivals
- Diffuseur : Télé-Québec
- Réalisation : Charles Gervais
- Montage : Carmen Mélanie Pépin
- Musique : Jean-Olivier Bégin
- Recherche et scénario : Charles Gervais et Marie-Christine Huot
- Production au contenu : Marie-Christine Huot
- Production déléguée, coordonnatrice de production et idée originale : Renée-Claude Vigneault
- Production au développement : Francis Corbeil-Savage
- Production exécutive : Martin Henri, France-Aimy Tremblay
- Direction de la photographie : Jean-Sébastien Desrosiers, François Herquel
- Prise de son : Marc Desaulniers, Gaëlle Komar, Annik Lavoie, Simon Plouffe, Dominic Remiro
- Photographie : Lou Scamble, Félix Simard-Tanguay
- Assistant de production : Cam Poirier
- Direction de production : Alex Guay-Bastien, Jérémie Lafleur-Giasson
- Assistante monteuse : Roxanne Bonneterre
- Colorisation : Daniel Bernard
- Monteur en ligne : Charles-Étienne Viau
- Conception sonore : Patrick Boudreau
- Mix sonore : Francis Renaud-Legault
- Assistants : Alicia Barbeau, Amélie Boyer, Marie-Océane Collignon, Pier-Yvon Lefebvre, Frédéric Ouellet
- Postproduction, sous-titrage : Les artisans de PMT
- Habillage graphique : Eltoro Studio, Olivier Bussière, Maxime Dussault, Guylène Michaud, Emile Plazanet, Benoit St-Jean

## Épisodes
1. Être prêt
2. Prendre soin
3. Météo extrême
4. Moments magiques
5. Apprivoiser le chaos
6. Célébrations

## Intervenants

### Carnaval de Québec
- Marie-Ève Jacob, directrice générale
- Jeanne Gosselin, responsable de la production
- Claude-Hélène Lemieux, responsable de production du défilé et chargée de projets des sites Camping de Bonhomme et Jardins des sculptures
- Shanya Lachance-Pruneau, chargée de projets à la programmation
- Gabriel Meagher Gaudet, chargé de projets à la programmation
- François-Guy Thivierge, alpiniste et aventurier
- Mindflip, artiste

### Francos de Montréal
- Maurin Auxéméry, directeur de la programmation
- Vincent Testard, directeur opérations et production
- Karine Gauthier, régisseuse scène principale
- Michel Junior Landry, conseiller à la sécurité
- Valérie Morel, programmatrice et gestionnaire de projets
- Camille Guitton, gestionnaire principale à la programmation
- Ariane Moffatt, artiste
- P’tit Belliveau, artiste

### Festival western de St-Tite
- Josée Bédard, régisseuse de rodéo
- Charles-David Tardif, responsable des soins aux animaux
- Pierre Tardif, vétérinaire
- Guylaine Bourdages, coordonnatrice volet danse
- Steve Delisle, superviseur paramédical
- Jason Rodrigue, directeur de manège

### Le Festif! de Baie-Saint-Paul
- Clément Turgeon-Thériault, directeur artistique et cofondateur
- Jenny Huot, directrice technique
- Florence B. Côté, responsable logistique
- Bombino, artiste